# 豊永慎之佑
豊永 慎之佑（とよなが しんのすけ、2001年8月25日 - ）は、ジャパンラグビーリーグワンレッドハリケーンズ大阪に所属するラグビー選手。

## プロフィール
- ポジションはプロップ(PR)。
- 身長 178 cm、体重 113 kg

## 略歴
2020年、大分舞鶴高校卒業後、関西学院大学に入る。
2024年、レッドハリケーンズ大阪に加入。
2025年1月18日に行われたJAPAN RUGBY LEAGUE ONE第4節江東ブルーシャークス戦にて途中出場でリーグワン公式戦初出場を果たした。